# Fujiwara no Koretada
Fujiwara no Koretada (藤原伊尹, [[[924]]-972] Erro: {{japonês}}: texto da transliteração contém caractere não latino (pos 15) (ajuda)), também conhecido como Fujiwara no Koremasa ou Kentokuko , Ichijo Sessho e Mikawa-kō , foi estadista, membro da corte, político e poeta de waka durante o Período Heian da história do Japão.
Seus poemas foram publicados em "The Collected Poems of the First Ward Regent" de Ichijo Sessho Gyoshū , e em Hyakunin Isshu (poema nº 45)

## Vida
Membro do clã Fujiwara era o filho mais velho de Morosuke passando a liderar o do Ramo Hokke do clã depois de seu tio Saneyori morreu em 970.
Koretada tinha quatro irmãos: Kaneie, Kanemichi, Kinsue, e Tamemitsu.

## Carreira
O Imperador Murakami convocou Koretada para organizar a poesia japonesa em 951.
Koretada serviu como ministro durante o reinado do Imperador En'yu.
Em 970  Koretada foi nomeado Udaijin. Após a morte de Fujiwara no Saneyori (970), é nomeado Sesshō (regente). Em 971 assume o cargo de Daijō Daijin. Enquanto atuava neste cargo supervisionou a entronização do Imperador En'yu (972).
Koretada morreu aos 49 anos de idade em 972, postumamente foi-lhe concedido o título de Mikawa-kō.
A conseqüência imediata da morte de Koretada foi um período de intensa rivalidade entre seus irmãos Kanemichi e Kaneie.

| Precedido por Fujiwara no Saneyori | 13º Daijō Daijin 971 - 972 | Sucedido por Fujiwara no Kanemichi |
| Precedido por Fujiwara no Saneyori | Sesshō e Kanpaku 970 - 972 | Sucedido por Fujiwara no Kanemichi |
| Precedido por Fujiwara no Arihira  | 49º Udaijin 970 - 971      | Sucedido por Fujiwara no Yoritada  |